# Kuře generála Cua
Kuře generála Cua (anglicky General Tso's chicken; čínsky 左宗棠雞, Zuǒ Zōngtáng jī, Cuo Cung-tchang ťi) je sladký pikantní pokrm z fritovaného kuřecího masa, rozšířený v čínských restauracích Severní Ameriky. Je pojmenovaný podle čínského politika 19. století Cua Cung-tchanga, ale zřejmě s ním ani jeho rodnou provincií Chu-nan nemá nic společného. Fuchsia Dunlopová uvádí, že autorem tohoto jídla byl šéfkuchař Pcheng Čchang-kchu-ej, který emigroval do USA a otevřel si roku 1973 restauraci v New Yorku. O autorství pokrmu se však hlásí také čínský restaurant Shun Lee Palace v New Yorku, jehož kuchař T. T. Wang prý ho poprvé uvařil roku 1972.